# Chionaema pallens
Chionaema pallens là một loài bướm đêm thuộc phân họ Arctiinae, họ Erebidae.